# Castiglioncello

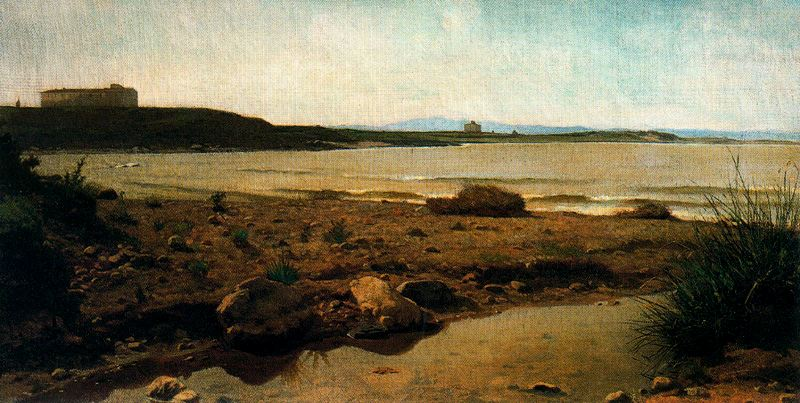
Marina en Castiglioncello (1863), de Giuseppe Abbati, colección privada

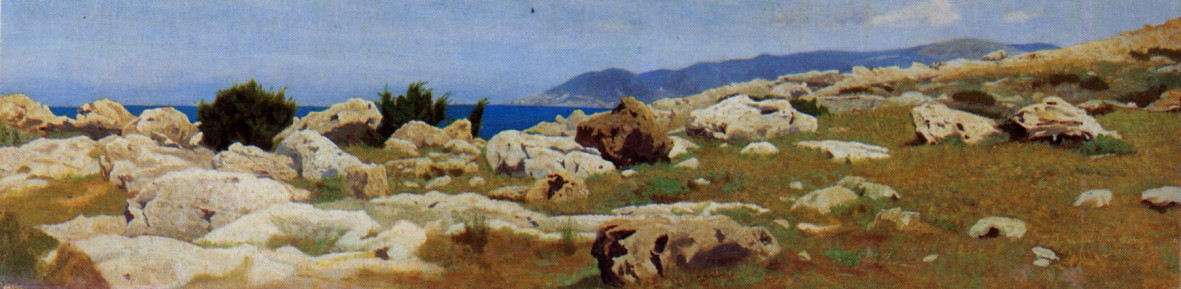
La punta del Romito, vista desde Castiglioncello (1866), de Raffaello Sernesi, Istituto Matteucci, Viareggio

Castiglioncello es una fracción de 3800 habitantes de la localidad italiana de Rosignano Marittimo, en la provincia de Livorno, región de Toscana.
Situada en una posición privilegiada desde el punto de vista panorámico, lejos de las grandes vías de comunicación, se ha mantenido hasta la época moderna desconocida e incontaminada, con sus pinares y los acantilados cerca del mar de Liguria.
Castiglioncello se hizo famoso en los años 1960 como un destino de vacaciones para importantes personajes del mundo del cine, como Alberto Sordi, Guido Mannari y Marcello Mastroianni. En ese período recibió el set de la famosa película de Dino Risi Il sorpasso, con Vittorio Gassman y Jean-Louis Trintignant.

## Historia
Aldea de pescadores en los extremos del reino etrusco, siguió la suerte de Volterra. Del período etrusco pervive como testimonio una urna cineraria de alabastro, que data del siglo II a. C., encontrada en la necrópolis de Castiglioncello. 
Fue puesto avanzado de los Médici, que en el siglo XVII construyeron una atalaya en el promontorio. Desde mediados del siglo XIX es un famoso balneario. 
La fortuna turística de Castiglioncello comenzó en la segunda mitad del siglo XIX, cuando el crítico de arte y mecenas Diego Martelli invitó a su finca a un grupo de pintores conocido como los macchiaioli, dando lugar a un estilo artístico conocido como la Escuela de Castiglioncello. Artistas como Giovanni Fattori, Odoardo Borrani, Silvestro Lega, Telemaco Signorini, Raffaello Sernesi y Giuseppe Abbati pintaban aquí al aire libre, y crearon algunos de los mejores cuadros de paisajes de la Italia decimonónica.
A finales del siglo XIX fue construido por el barón Fausto Lazzaro Patrone el castillo Pasquini, cuyo estilo neomedieval influyó en la arquitectura de la cercana estación de ferrocarril, inaugurada en 1910 junto con la línea de ferrocarril Vada-Livorno que mejoró la ruta en la línea de Génova-Roma.
Siempre ha sido un destino buscado por figuras ilustres del mundo del arte, la cultura y el entretenimiento, y hoy es uno de los centros turísticos más conocidos en Italia y el extranjero por la belleza del paisaje, por la calidad y el refinamiento de los servicios que ofrece y por las iniciativas culturales y de asociación de alto valor que promueve. Desde 1992, Castiglioncello ha obtenido repetidamente la atribución de la Bandera Azul de la Fundación Europea de Educación Ambiental.